# روحی الخالدی
محمد روحی الخالدی (۱۸۶۴ – ۶ اوت ۱۹۱۳) سیاستمدار و تاریخ‌نگار عثمانی فلسطینی بود. او به عنوان کارمند در بخش‌های قضایی و سپس منشی ارشد در دادگاه بدوی غزه منصوب شد. او در سال ۱۸۸۷ به استانبول نقل مکان کرد و در آنجا به مؤسسه دانشگاهی معروف به دفتر سلطنتی شاهانی پیوست و شش سال در آنجا گذراند تا اینکه در سال ۱۸۹۳ مدرک خود را دریافت کرد. سپس وارد دانشگاه سوربن شد و در آنجا به تحصیل فلسفهٔ علوم اسلامی و شرقی، ادبیات شرق و تاریخ سیاسی پرداخت. روحی الخالدی یکی شخصیت‌های برجستهٔ فلسطینی در اوایل قرن بیستم است. او به‌خاطر فعالیت‌های سیاسی بین‌المللی دیپلماتیک و لیبرال مشروطه، نتایج پژوهش‌های متنوعش، پیشگامی‌اش در پژوهش‌های تاریخی مدرن و ادبیات تطبیقی، وفاداری کامل به عثمانی‌گرایی و آگاهی اولیه‌اش از صهیونیسم شناخته شده بود.

## زندگی و پیشه

### سال‌های اولیه
محمد روحی الخالدی در سال ۱۸۶۴ در محله باب السلسله در شهر قدیم بیت‌المقدس (محلهٔ خانوادگی آنان از قدیم الایام) در مجاورت حرم شریف به دنیا آمد. پدرش یاسین بن محمد علی الخالدی بود. تحصیلات ابتدایی خود را در مدارس (مکاتب) آن گذراند، سپس تحصیلات متوسطه را مکتب الرشدی در نابلس و مدرسهٔ الوطنیة در طرابلس شام که پدرش در آنجا کار می‌کرد به پایان رساند. او در طرابلس در جلسات تدریس محمد عبده که پس از شکست انقلاب عُرابی پاشا به این شهر تبعید شده بود، شرکت کرد. او با اصرار بر افزایش تحصیلات خود به قدس بازگشت، از این رو در دروس مسجد الاقصی شرکت کرد و علوم فقه، توحید، حدیث، صرف و نحو، منطق و بیان را فرا گرفت. او برای تسلط بر زبان فرانسه به مدرسهٔ صلاحیه رفت. سپس به مدرسهٔ سلطانیهٔ بیروت پیوست و تا انحلال آن در آنجا ماند و به قدس بازگشت.
علت این سفرهای بسیار او، همراهی‌اش با پدرش یاسین بود. یاسین وابسته به «حزب اصلاح» عثمانی بود و وضعیت او تحت تأثیر تغییر شرایط رهبران این حزب قرار گرفت. او ابتدا به نمایندگی از مردم قدس در «مجلس عمومی» در بیروت انتخاب شد، سپس سمت نمایندهٔ طرابلس سوریه را بر عهده گرفت و سپس به قدس بازگشت و از آنجا به عنوان قاضی شرعی به نابلس اعزام شد. عبدالرحمن الخالدی، برادر یاسین، برادرزادهٔ خود روحی را در سفر به استانبول همراهی کرد. او را به شیخ الاسلام وقت عریانی‌زاده افندی معرفی کرد که می‌خواست روحیِ جوان را به طلب علم تشویق کند. او به اولین مراتب آموزشی وارد شد که دارندهٔ آن «قدوة العلماء» نامیده می‌شد. روحی در آن زمان هنوز شانزده ساله نشده بود و آن هنگام، سال ۱۸۸۰ بود.
او به قدس بازگشت. او تحت فشار والدینش به اداره‌های دادگستری پیوست، زیرا آن‌ها می‌خواستند او را نزدیک خود نگه دارند، چرا که در آن زمان تنها بودند، در حالی که روحی مشتاق ادامه تحصیل در استانبول بود. او خیلی زود تصمیم گرفت مخفیانه از طریق دریا به استانبول سفر کند، اما پس از سوار شدن به کشتی در یافا مجبور به بازگشت شد. به عنوان معلم در مکتب راهنمایی کار کرد. روحی در مدت اقامت خود در قدس به عنوان باش‌کاتِب دادگاه غزه منصوب شد. او از فرصت سفر به محل کار جدید خود استفاده کرد تا آنچه را که آرزوی آن داشت، پیاده کند و به جای سفر به غزه، توانست فرار کند و به استانبول برود.

### سال‌های میانی
روحی الخالدی وارد دفتر سلطنتی شاهانی در استانبول شد و شش سال (۱۸۸۷–۱۸۹۳) در آنجا ماند و در پایان آن مدرک عالی گرفت و سپس به قدس بازگشت، جایی که به عنوان معلم در مکتب راهنمایی منصوب شد. اما او در خود دید که سزاوارتر این است که مقامی بالاتر را تصاحب کند و به استانبول بازگشت. در استاتبول درخواست کرد که به عنوان شهردار (قائم‌مقام) یکی از مناطق منصوب شود. او تقریباً به آنچه می‌خواست رسید، اما صبرش تمام شد و منتظر بود تا دستور انتصاب او صادر شود؛ بنابراین به پاریس سفر کرد در حالی که کسی را در آنجا نمی‌شناخت. سپس به استانبول بازگشت و به مجلس جمال‌الدین افغانی در آنجا رفت‌وآمد کرد. سرانجام به پاریس بازگشت و در دانشکدهٔ علوم سیاسی ثبت نام کرد و پس از سه سال فارغ‌التحصیل شد. سپس وارد دانشگاه سوربن شد و در آنجا به تحصیل فلسفهٔ علوم اسلامی و شرقی، ادبیات شرق و تاریخ سیاسی پرداخت. مهم‌ترین افرادی که زیر نظر آنها تحصیل کردند آلبرت فرناندل، آلبرت سورل، آلفرد رامبو، هارتویگ درنبورگ و آماردان امیل لواسور بودند. به این ترتیب تحصیلات و بلوغ فکری او کامل شد و از او برای ایراد سخنرانی در توضیح مسائل شرقی، اسلامی و عربی دعوت شد. او در سال ۱۸۹۷ به عنوان مدرس در مؤسسه نشر زبان‌های خارجی در پاریس منصوب شد و در کنفرانس شرق‌شناسان که در آن سال در پاریس برگزار شد، شرکت کرد و در آنجا آماری از جهان اسلام ارائه کرد. در این مدت با اصلاح‌طلبان برجستهٔ جهان عرب به رهبری محمد عبده ارتباط مستمر داشت. سخنرانی‌های او در روزنامه‌های فرانسه منتشر می‌شد.
الخالدی به استانبول بازگشت. در سال ۱۸۹۸ به عنوان سرکنسول امپراتوری عثمانی در شهر بوردو فرانسه منصوب شد. او به ریاست انجمن کنسول‌های آن شهر (دوین) که تعداد آنها چهل و شش کنسول بود، برگزیده شد؛ او در جشن‌هایی که امکان حضور همه آنها وجود نداشت، نمایندهٔ آنها بود و هنگام عبور رئیس‌جمهور، وزرا و علما از بوردو از آنان پذیرایی می‌کرد.روحی در طول کار خود در بوردو به نوشتن یک سلسله مقاله و تحقیق ادامه داد که در مجله‌های «الاهرام»، «المؤید»، «طرابلس الشام»، «الهلال» و «المنار» به چاپ رسید. دربارهٔ موضوعاتی از جمله «سرعت گسترش دین محمدی»، «مسئلهٔ شرقی»، «کیمیا در میان عرب‌ها»، «حکمت تاریخ» و «ویکتور هوگو و علم ادبیات در میان فرنگی‌ها و عرب‌ها» می‌نوشت. در مقالات خود، روحی از ترس واکنش مقامات عثمانی، مایل بود نام خود را پنهان کند، بنابراین به امضای «المقدسی» بسنده کرد، نامی که خوانندگانش او را با آن می‌شناختند.
هنگامی که در سال ۱۹۰۷ نمایشگاه دریایی در بوردو به مناسبت صدمین سالگرد وجود کشتی‌ها برگزار شد، شهرداری بوردو سوغاتی به او اهدا کرد و دولت فرانسه نشان آکادمی نخل و مدال افتخار را به او اعطا کرد.

### سال‌های واپسین
وی تا سال ۱۹۰۸ که کودتا علیه سلطان عبدالحمید و اعلام مشروطه شد، در سمت کنسولی باقی ماند. او به قدس بازگشت و مردم آنجا او را به عنوان نمایندهٔ خود در مجلس استانبول در نوامبر ۱۹۰۸ انتخاب کردند. الخالدی به جمعیت اتحاد و ترقی پیوسته بود و در اندیشه‌های خود از حامیان آزادی، مشروطه و لیبرالیسم پیروی عمویش یوسف ضیاءالدین پاشا الخالدی (درگذشتهٔ ۱۹۰۶) بود که روحی او را بسیار تحسین می‌کرد. مردم قدس در سال ۱۹۱۲ مجدداً او را به مجلس عثمانی برگزیدند و یکی از اعضای برجسته آن بود و به عنوان نایب رئیس آن انتخاب شد.اما فدرالیست‌ها در همان سال مجلس را منحل کردند.
روحی الخالدی به ویژه در سیاست دارای فرهنگ وسیعی بود و به تعدادی از زبان‌های خارجی از جمله ترکی، عبری و فرانسوی تسلط داشت. این امر او را قادر ساخت تا با سیاست‌های بین‌المللی، منافع خارجی در کشورهای عربی و جنبش صهیونیستی آشنا کند. او اولین عربی بود که در مورد مسئلهٔ شرق نوشت، آن هم به شکل این پرسش که «آیا اروپا پادشاهی عثمانی را حفظ می‌کند یا اجازه می‌دهد منقرض و ناپدید شود؟» او همچنین یکی از اولین کسانی بود که دربارهٔ آنچه تهدید صهیونیست‌ها و جاه‌طلبی‌های آنان در فلسطین می‌دانست، آگاهی داد. در این باره سخنرانی‌های زیادی در مجلس عثمانی ایراد کرد و مقالات و مطالعاتی منتشر کرد. او یکی از اعضای بلوک پارلمانی عرب در مجلس نمایندگان بود. او به همراه سایر نمایندگان عرب با نمایندگان ترک فدرالیست مقابله کرد و به طرح‌های آنان علیه عرب‌ها حمله کرد.
روحی الخالدی هم مانند عمویش یوسف ضیاءالدین که در این کار از او پیشی گرفته بود، از آنچه «خطر رژیم صهیونیستی که کشور را تهدید می‌کرد» می‌نامید، آگاه شد. وی هشدار داد که ادامه فعالیت و شهرک‌سازی فشردهٔ صهیونیست‌ها به ناچار منجر به اخراج مردم بومی عرب از کشورشان خواهد شد. در آن زمان در صفحات روزنامهٔ عبری آنها «هتسفی» خطاب به صهیونیست‌ها گفت «ما به شما بدهکار نیستیم، همان‌طور که این کشور را از بیزانسی‌ها فتح کردیم نه از شما.» وی این موضوع را چندین بار در جلسات پارلمان عثمانی مطرح کرد و نسبت به ادامه فروش زمین‌ها و مهاجرت صهیونیست‌ها هشدار داد. زمانی که او هنوز در بوردو بود، شروع به نوشتن دست نوشته‌ای دربارهٔ صهیونیسم و ریشه‌های مذهبی یهودی آن کرد و آن را با بازدیدهای میدانی از مستعمرات یهودی در فلسطین همراه کرد. شاید او اولین عرب بود که این کار را کرد. وی در مطالعات خود آمار و جزئیاتی از نهادهای صهیونیستی و احزاب مختلف آن آورده و عنوان کتاب خود را «صهیونیسم یا مسئلهٔ صهیونیستی» گذاشت.

## درگذشت

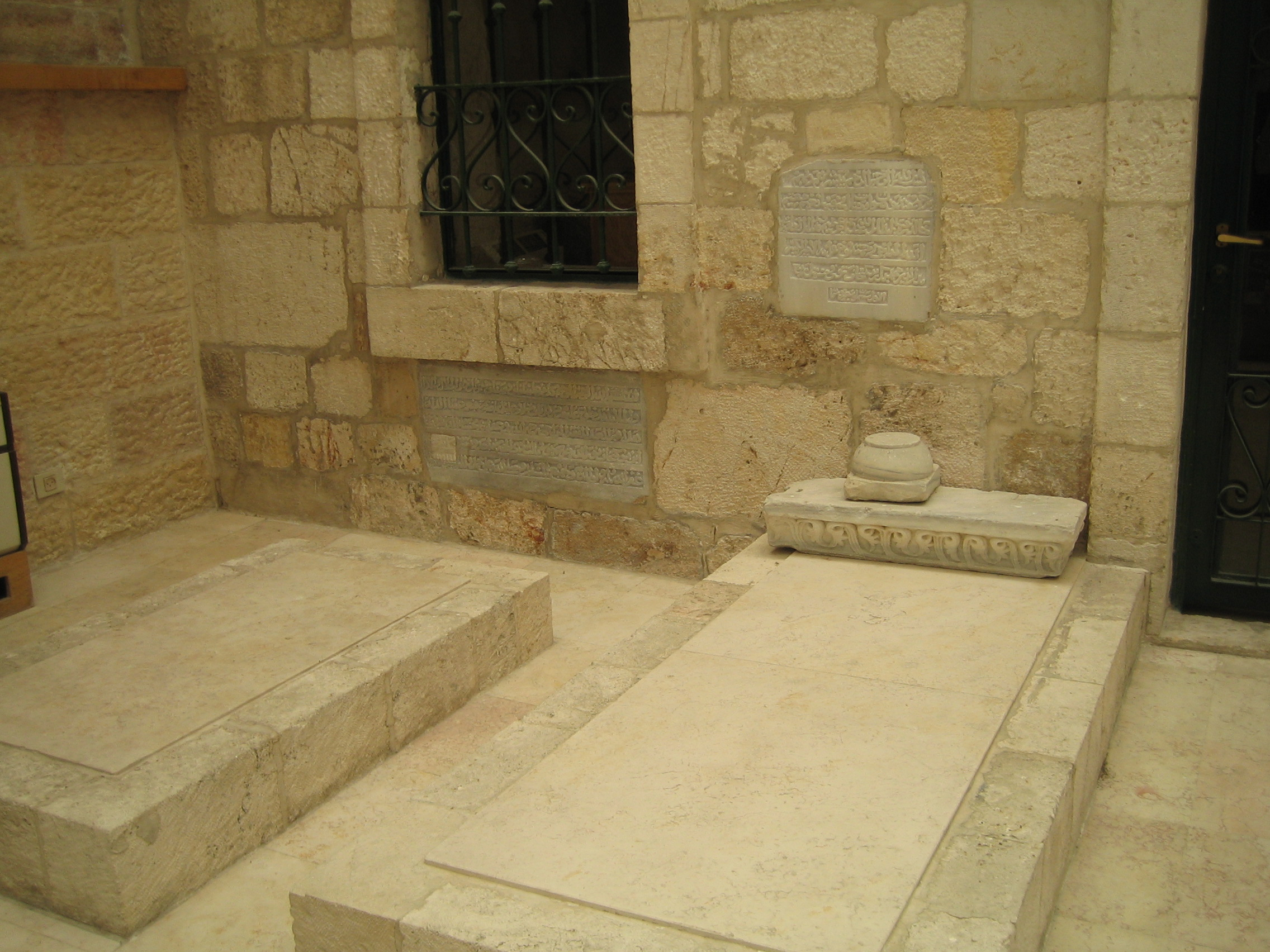
آرامگاه روحی الخالدی در کتابخانه خالدیهٔ بیت‌المقدس.

تنها چهار روز بعد از ابتلا به حصبه، وی در ۶ اوت ۱۹۱۳ در استانبول درگذشت.

## زندگی شخصی
همسر فرانسوی‌اش هرمانس بنسول بود و پسرشان یحیی (Jean) نام داشت.

## آثار
روحی الخالدی چند کتاب از خود به جای گذاشته که بیشتر آنها هنوز به صورت خطی هستند، از جمله:
- تاريخ الصهيونية
- سرعة انتشار الدين المحمدي: طرابلس
- المقدمة في المسألة الشرقية: قدس
- تاريخ الأدب عند الافرنج والعرب: قاهره، ۱۹۱۲
- رحلة الأندلس
- تاريخ الشرق وأمرائه
- علم الألسنة أو مقابلة اللغات
- العالم الإسلامي
- علم الکيمياء عن العرب وکيف انتقل إلی الإفرنج
- السيونزم أو المسألة الصهيونية